# Universität Constantin Brâncoveanu
Die Universität Constantin Brâncoveanu (rumänisch Universitatea Constantin Brâncoveanu; kurz UNIVCB) ist eine 1991 gegründete staatliche Universität mit Hauptsitz in der rumänischen Stadt Pitești. Niederlassungen befinden sich in Brăila und Râmnicu Vâlcea mit folgenden Fakultäten
- Fakultät für Management Marketing in Wirtschaftsfragen (Pitești, Brăila, Râmnicu Vâlcea)
- Fakultät für Finanz- und Rechnungswesen (Pitești)
- Fakultät für Rechts-, Verwaltungs- und Kommunikationswissenschaften (Pitești)